# ホンダ・モビリオスパイク
モビリオ スパイク（MOBILIO SPIKE）は、本田技研工業がかつて生産、販売していたトールワゴン型の小型乗用車である。

## 概要
初代モビリオの派生車種として、シャシおよびボディは初代フィットをベースとしたグローバルスモールプラットフォームを使用しており、趣味を楽しむための車というコンセプトに沿って、3列目シートを廃した5人乗りのトールワゴンである。開発コンセプトは「ガレージボックス」。
ファミリーのユーザーを重視したモビリオに対し、モビリオスパイクは趣味の道具であることを重視したため、リアクオーターウインドウがあった箇所に小物入れを用意したり、テールランプをリアバンパー内に埋め込みリヤゲート幅をより広げる（後期型を除く）など、独自の仕様および装備が設定されている。乗車定員は5人であるが、モビリオより全長は55mm長い。後席のドアは、モビリオと同様の左右両側スライドドアであり、スライドドアの窓は、パワーウィンドウではなく留め具で開閉する窓を採用している。
内装は、前席がモビリオとは異なりベンチシートとなっている。後席もフィットと同様の折り畳み機構を備えており、燃料タンクを前席の下に配置しているため、前に倒すと荷物室と一体となり、段差のない広いスペースとなる。
搭載エンジンはL15A型の1種類のみである。変速機はCVTのみであるが、グレードによっては手動操作で7段階に変速比を変えられる仕組みを備える。
リヤエンブレムは「Spike」ロゴのみが配される。

## 搭載エンジン
L15A型
- エンジン種類：水冷直列4気筒横置き
- 弁機構：SOHCチェーン駆動 吸気2 排気2 VTEC
- 最高出力：110PS/5,800rpm
- 最大トルク：14.6kgf·m/4,800rpm
- 総排気量：1,496cc
- 内径×行程：73.0mm×89.4mm
- 圧縮比：10.4
- 燃料供給装置形式：電子制御燃料噴射式（PGM-FI）
- 使用燃料種類：無鉛レギュラーガソリン
- 燃料タンク容量：42L

## GK1/2型（2002年-2008年）
- 2002年9月18日 - 発表される（発売は翌9月19日）。

グレードは、「W」「A」「Y」の3グレード体制（「W」と「A」はメーカーオプションでLパッケージが選択可能）。
トランスミッションはCVTのみ（「W」と「A」タイプは7スピードモード付き）。
ボディカラーは、新色である「ガラパゴスグリーン・メタリック」と「スカイブルー」の2色を含めた全10色がラインナップされる（ただし「Y」タイプは、タフタホワイトとサテンシルバーメタリックの2色のみとなる）。
型式はLA-GK1（FF）／LA-GK2（4WD）。
- 2003年5月22日 - 「W」および「A」タイプにビレットタイプの専用フロントグリルや、アルミホイール、本革巻ステアリングホイール などを装備した「Lパッケージ2」が追加される。
- 2004年2月6日 - マイナーチェンジが行われる（発売は2月12日）。

大型メッキグリルとリアバンパーガーニッシュを採用するなどの変更が行われると共に、「平成17年基準排出ガス50%低減レベル（☆☆☆）」認定を取得した。
型式はCBA-GK1/GK2に変更。
- 2005年
  - 9月1日 -「A」タイプに、ディスチャージヘッドランプやプライバシーガラス、マイクロアンテナなどを装備した特別仕様車「スタイリッシュエディション」が追加される。車体色は専用色を含む7色が設定される。
  - 12月1日 - マイナーチェンジ（発売は翌12月2日）。

フロントバンパー、ヘッドライトやリアコンビネーションランプなどのデザインを一新し、エクステリアデザインが大幅に変更された。インテリアではシート表皮、ステアリングホイール、メーターなどのデザインが変更されたほか、インテリアカラーにベージュが追加された。また、フロントシートはカップホルダー&ユーティリティボックス内蔵のものに変更された。
ボディカラーは新色4色を含む9色となったほか、グレード体系を「AU」と「W」の2グレードに再編し、それぞれに7スピードモードを採用した「Sパッケージ（パドルシフト付本革巻きステアリングホイール、自発光メーター、カラードサイドシルガーニッシュ、テールゲートスポイラーを専用装備）」を設定。
環境性能も向上され、「平成17年基準排出ガス75%低減レベル（★★★★）」認定を取得すると共に、「平成22年度燃費基準+5%」を達成。
型式はDBA-GK1/GK2に変更。
- 2006年7月20日 - 「W」と「AU」タイプに、特別仕様車「アクティブエディション」・「HDDナビ アクティブエディション」が追加される。「アクティブエディション」全車にプレイングボード付カーゴと撥水シート表皮&撥水ドアライニング表皮が追加装備され、「AU」にはイモビライザーも装備し、「W」」にはキーレスエントリー1体型キーを1本追加した。「HDDナビ アクティブエディション」には「アクティブエディション」の装備に、Honda HDDインターナビシステム（リアカメラ付）を追加した。
- 2007年12月20日 - 価格設定を抑えた「A」タイプが追加される。同時に「AU」と「W」タイプをベースにした特別仕様車「HID エディション」および「HDDナビ HID エディション」が追加される。前者はディスチャージヘッドライトや、撥水シート表皮&撥水ドアライニング表皮、プレイングボード付カーゴを装備すると共に、4WD車には熱線入りフロントウィンドウや、ヒーテッド・ドアミラー、大容量バッテリーがセットになっている「寒冷地パッケージ」が装備される。後者は「HID エディション」の装備に加え、Honda HDDインターナビシステム（リアカメラ付）が追加装備される。
- 2008年
  - 4月[2] - 生産終了。以降は在庫対応分のみの販売となる。
  - 5月29日 - モビリオの後継車フリードが発表される（発売は翌5月30日）。フリードにも2列シート仕様の「FLEX」が設定されていた（2011年のマイナーチェンジで廃止）。当初はモビリオスパイクも併売されていたが、6月25日にカタログラインナップからなくなり、販売も終了した。モビリオと合算した新車登録台数の累計は30万4195台[1]。
- 2010年7月8日（補足）- モビリオスパイク直系の後継車フリードスパイクが発表される（発売は翌7月9日）。

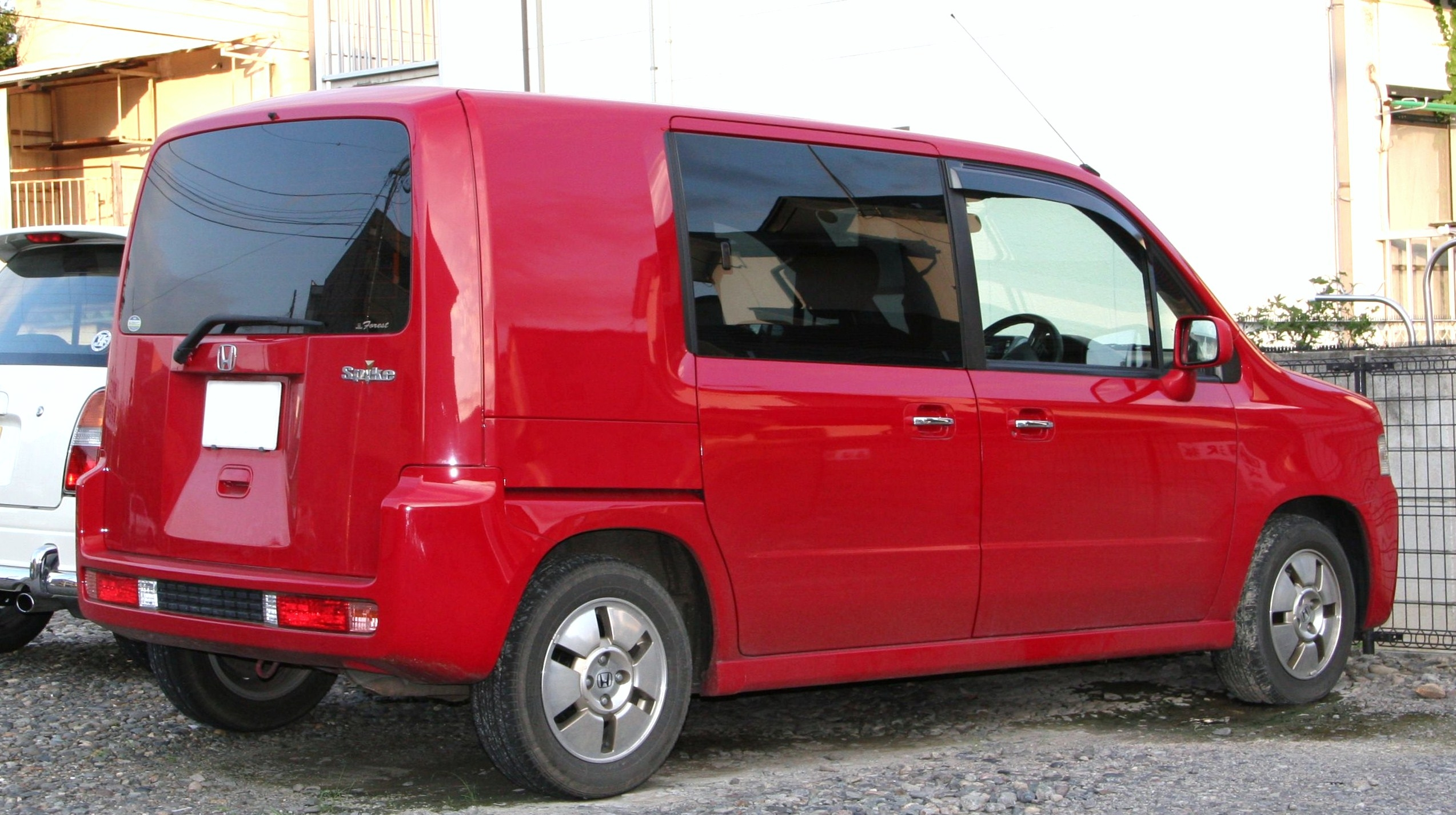
前期型リア
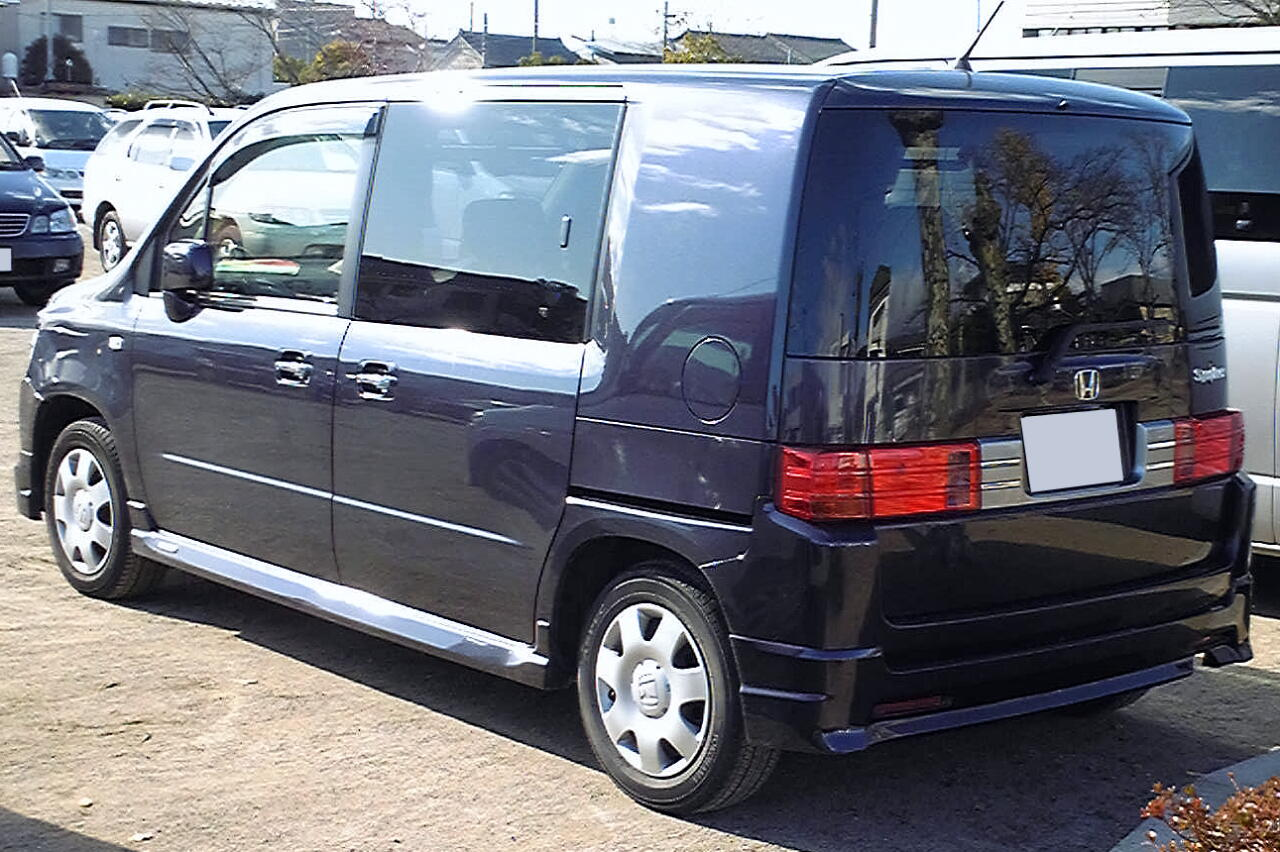
後期型リア

## 車名の由来
- Mobilio：Mobility（移動体）Mobile（移動しやすい）からの造語。
- Spike：英語で「釘など先の尖ったもの」。「何事にもこだわりを忘れずに尖っていたい」という思いを込めて命名された。

## 取扱い販売店
- Honda Cars店

販売網統合前よりホンダディーラー全店（プリモ店、クリオ店、ベルノ店）で購入が可能だった。